# Montvale (hardware)
Montvale è il nome in codice della sesta evoluzione dei processori Intel Itanium 2 DP ed MP, rispettivamente per sistemi a 64 bit biprocessore e multiprocessore. Nel campo dei sistemi a doppio processore, succederà a Millington, mentre in quello dei sistemi MP è l'erede di Montecito.
Era stato inizialmente annunciato per la fine del 2006, ma il ritardo di sei mesi accumulato da Montecito, annunciato da Intel il 25 ottobre 2005, ha spostato questo progetto alla fine del 2007.

## Caratteristiche tecniche
In entrambe le configurazioni, DP e MP, è affiancato al chipset E8870 conosciuto anche come Bayshore che fornisce supporto alle memorie DDR-2, PCI Express e bus fino a 667 MHz.
Si tratta sostanzialmente di un aggiornamento del suo predecessore Montecito, lanciato nel luglio 2006 ed è ancora un processore dual core costruito a 90 nm, sebbene inizialmente fosse stato previsto quello a 65 nm, ormai decisamente collaudato da parte di Intel nelle altre fasce di mercato; dato che nello stesso periodo di arrivo sul mercato di Montvale sono arrivati i primi processori Intel a 45 nm per il settore desktop, la scelta di un processo produttivo così conservativo appare alquanto strana, anche perché il produttore non ne ha illustrato le motivazioni. Probabilmente tale scelta è da ricercare nel fatto che le applicazioni a cui sono indirizzate queste CPU sono richiedono la massima affidabilità e quindi sia preferibile utilizzare un processo produttivo maggiormente conservativo a costo di mantenere più alti i costi di produzione.
Secondo Intel, Montvale è in grado di offrire un incremento di prestazioni rispetto a Montecito fino al 19% (a seconda delle applicazioni), riducendo allo stesso tempo il consumo massimo e migliorando l'affidabilità generale.

### Tecnologie implementate
Tra le caratteristiche implementate si possono citare:
- Demand Based Switching grazie alla quale le CPU entrano in una fase di bassissimo consumo nel momento in cui sono inutilizzate. Tale caratteristica è presente tuttavia solo nei modelli di punta 9140 e 9150.
- Vanderpool per la virtualizzazione in hardware.
- Pellston per la correzione degli errori nella cache.
- Core Level Lock-Step che dovrebbe garantire un miglioramento sotto il profilo dell'integrità dei dati, oltre che eliminare problematiche indotte da errori di calcolo a livello di core fisico.
- Foxton che è una tecnologia che permette alle CPU Itanium 2 di aumentare dinamicamente la propria frequenza di lavoro del processore qualora il thermal envelope, cioè l'abbinamento tra watt dissipati e temperatura di funzionamento del processore, sia ancora all'interno dei limiti fissati di default da Intel. Questo approccio ricorda in buona sostanza le funzionalità di overclock dinamico implementate da ATI in alcuni dei chip video della famiglia Radeon.

## Prezzi del modelli al momento del lancio
Per distinguersi dai processori basati su Montecito, che erano identificati dal Processor number della serie 90xx, i nuovi modelli vanno a costituire la nuova serie 91xx. I prezzi dei vari modelli al lancio sono i seguenti:
- Itanium 2 9150 M - 3692 $
- Itanium 2 9150 N - 3692 $
- Itanium 2 9140 M - 1980 $
- Itanium 2 9140 N - 1980 $
- Itanium 2 9130 M - 1552 $
- Itanium 2 9120 N - 910 $
- Itanium 2 9110 N - 696 $

Sarà inoltre disponibile prossimamente, solo nella configurazione biprocessore, una versione LV (Low Voltage) che ridurrà i consumi.

## Modelli arrivati sul mercato
La tabella seguente mostra i modelli di Itanium 2, basati su core Montvale, arrivati sul mercato. Molti di questi condividono caratteristiche comuni pur essendo basati su core diversi; per questo motivo, allo scopo di rendere maggiormente evidente tali affinità e "alleggerire" la visualizzazione alcune colonne mostrano un valore comune a più righe. Di seguito anche una legenda dei termini (alcuni abbreviati) usati per l'intestazione delle colonne:
- Nome Commerciale: si intende il nome con cui è stato immesso in commercio quel particolare esemplare.
- Data: si intende la data di immissione sul mercato di quel particolare esemplare.
- Socket: lo zoccolo della scheda madre in cui viene inserito il processore. In questo caso il numero rappresenta oltre al nome anche il numero dei pin di contatto.
- N°Core: si intende il numero di core montati sul package: 1 se "single core" o 2 se "dual core".
- Clock: la frequenza di funzionamento del processore.
- Molt.: sta per "Moltiplicatore" ovvero il fattore di moltiplicazione per il quale bisogna moltiplicare la frequenza di bus per ottenere la frequenza del processore.
- Pr.Prod.: sta per "Processo produttivo" e indica tipicamente la dimensione dei gate dei transistor (180 nm, 130 nm, 90 nm) e il numero di transistor integrati nel processore espresso in milioni.
- Voltag.: sta per "Voltaggio" e indica la tensione di alimentazione del processore.
- Watt: si intende il consumo massimo di quel particolare esemplare.
- Bus: frequenza del bus di sistema.
- Cache: dimensione delle cache di 1º e 2º livello.
- XD: sta per "XD-bit" e indica l'implementazione della tecnologia di sicurezza che evita l'esecuzione di codice malevolo sul computer.
- 64: sta per "EM64T" e indica l'implementazione della tecnologia a 64 bit di Intel.
- HT: sta per "Hyper-Threading" e indica l'implementazione della esclusiva tecnologia Intel che consente al sistema operativo di vedere 2 core logici.
- ST: sta per "SpeedStep Technology" ovvero la tecnologia di risparmio energetico sviluppata da Intel e inserita negli ultimi Pentium 4 Prescott serie 6xx per contenere il consumo massimo.
- VT: sta per "Vanderpool Technology", la tecnologia di virtualizzazione che rende possibile l'esecuzione simultanea di più sistemi operativi differenti contemporaneamente.

| Nome Commerciale   | Data        | Socket | N°Core | Clock    | Molt. | Pr.Prod. | Voltag. | Watt  | Bus             | Cache                     | XD | 64 | HT | ST | VT |
| ------------------ | ----------- | ------ | ------ | -------- | ----- | -------- | ------- | ----- | --------------- | ------------------------- | -- | -- | -- | -- | -- |
| Itanium 2 MP 9110N | 24/ott/2007 | PAC611 | 1      | 1,6 GHz  | 12x   | 90 nm    | N.A.    | 75 W  | 533 MHz 400 MHz | L1=32KB L2=512KB L3=12 MB | Sì | No | No | No | Sì |
| Itanium 2 MP 9120N | 24/ott/2007 | PAC611 | 2      | 1,42 GHz | 10,5x | 90 nm    | N.A.    | 104 W | 533 MHz 400 MHz | L1=32KB L2=512KB L3=12 MB | Sì | No | Sì | No | Sì |
| Itanium 2 MP 9130M | 24/ott/2007 | PAC611 | 2      | 1,66 GHz | 10x   | 90 nm    | N.A.    | 104 W | 667 MHz         | L1=32KB L2=512KB L3=8 MB  | Sì | No | Sì | No | Sì |
| Itanium 2 MP 9140N | 24/ott/2007 | PAC611 | 2      | 1,6 GHz  | 12,5x | 90 nm    | N.A.    | 104 W | 533 MHz 400 MHz | L1=32KB L2=512KB L3=18 MB | Sì | No | Sì | No | Sì |
| Itanium 2 MP 9140M | 24/ott/2007 | PAC611 | 2      | 1,66 GHz | 10x   | 90 nm    | N.A.    | 104 W | 667 MHz         | L1=32KB L2=512KB L3=18 MB | Sì | No | Sì | No | Sì |
| Itanium 2 MP 9150N | 24/ott/2007 | PAC611 | 2      | 1,6 GHz  | 12,5x | 90 nm    | N.A.    | 104 W | 533 MHz 400 MHz | L1=32KB L2=512KB L3=24 MB | Sì | No | Sì | No | Sì |
| Itanium 2 MP 9150M | 24/ott/2007 | PAC611 | 2      | 1,66 GHz | 10x   | 90 nm    | N.A.    | 104 W | 667 MHz         | L1=32KB L2=512KB L3=24 MB | Sì | No | Sì | No | Sì |

Nota: la tabella soprastante è un estratto di quella completa contenuta nella pagina dell'Itanium 2.

## I successori
Il successore di Montvale per i sistemi DP sarà Dimona, mentre per quelli MP sarà Tukwila, il primo Itanium 2 a 4 core costruito con processo produttivo a 65 nm.